# Europeisk vildkatt

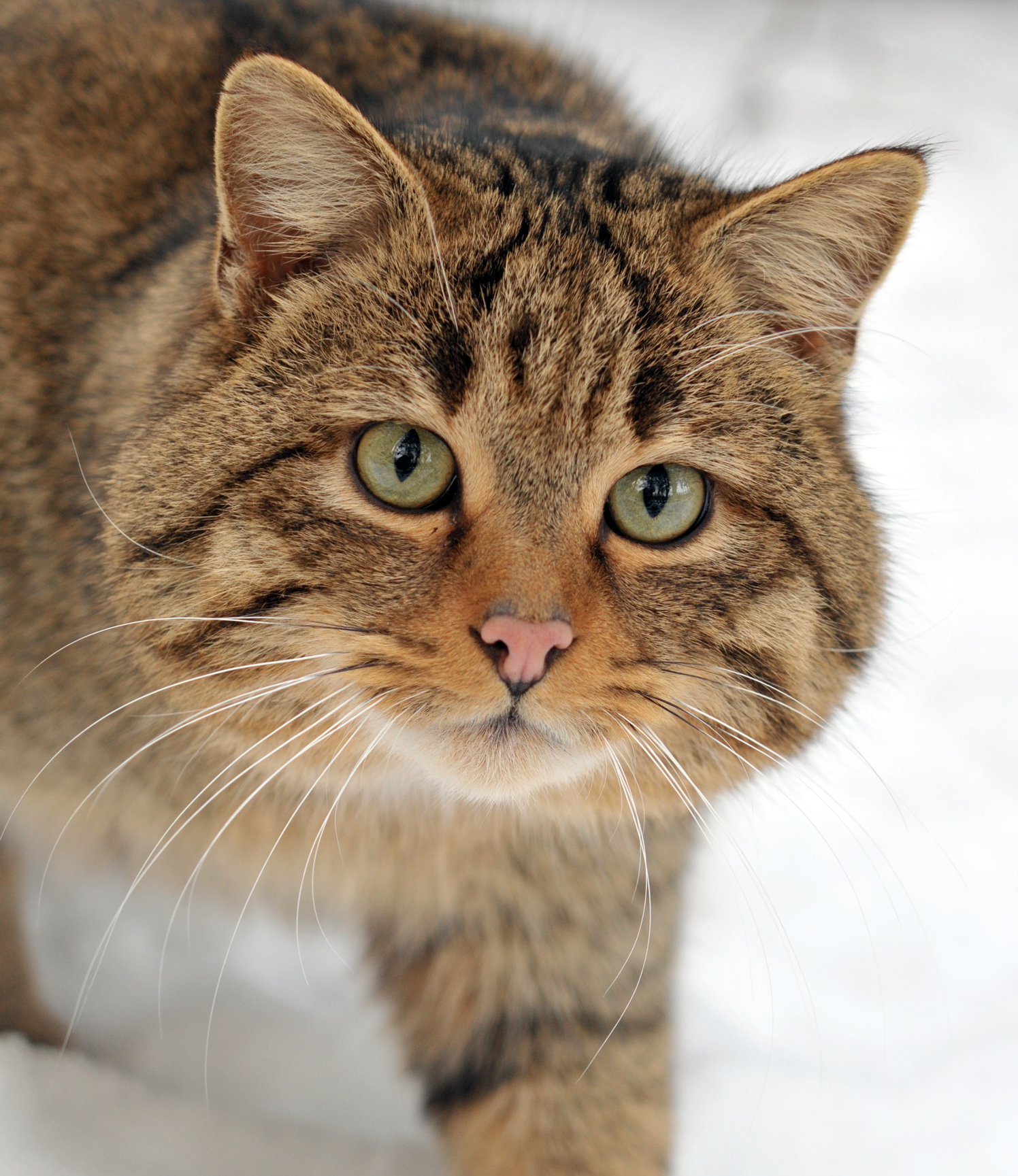
Närbild på en europeisk vildkatt.

Europeisk vildkatt (Felis silvestris silvestris) är en underart till vildkatten som förekommer i stora delar av Europa. 
Tamkatten domesticerades inte från den europeiska vildkatten, utan från den afrikanska falbkatten. 

## Kännetecken
Vildkatten är vanligtvis tyngre och tjockare än tamkatten. Vuxna hanar har en totallängd på 83–97 cm, och väger 3,0–6,5 kg, medan honor totalt är 73–94 cm långa, och väger 2,3–4,9 kg. Den jämförelsevis korta och tjocka svansen har vid änden, som inte är spetsig, tre typiska mörka ringar. Ögonen ligger långt ifrån varandra. På tassarna finns små svarta fläckar. Pälsen på extremiteternas insida är rödaktig. Annars är pälsen inte särskilt kontrastrik.

## Utbredning och habitat
Den europeiska vildkatten behöver stora lugna skogar med några öppna ställen. Den föredrar lövskogar. Skogarna ska vara gamla och uppvuxna med några gamla träd. Bara i sådana skogar finns det håligheter i träd eller av rävar eller grävlingar övergivna lyor vilka katten behöver och kan använda för att uppfostra sina ungar. Bara här har katten möjligheten att jaga ostört. Naturskyddsmässigt är förekomsten av dessa katter ett säkert tecken på att skogen har hög biodiversitet.
Under de senaste årtionden har djurets bestånd återhämtat sig tack vare att jaktförbud införts. I Västeuropa finns katten trots detta bara i norra Skottland, i delar av Spanien och i östra Frankrike. I de centraleuropeiska medelhöga bergsområdena finns idag uppskattningsvis 2000 individer, medan djuret i mitten av 1900-talet var utrotat i flera regioner. Underarten är däremot ganska talrik i sydöstra Europa. 2019 upptäcktes (via kamerafällor) flera tidigare ej kända bestånd av europeisk vildkatt i Katalonien i nordöstra Spanien.
Under pleistocen hade katten ett vidsträckt utbredningsområde över hela Europa. Omvandlingen till "skogsdjur" försiggick med isens tillbakadragande. Den europeiska vildkatten är vid flera ställen aktiv på dagen men i regioner med tätare civilisation är den aktiv på natten.
Tidigare räknades populationerna i Skottland och Kaukasus som självständiga underarter men senare har man kommit överens om att de ska ingå i underarten F. s. silvestris.
Internationella naturvårdsunionen skriver att populationen på Sicilien är den enda populationen av europeisk vildkatt på Medelhavets öar, och att vildkatterna på övriga medelhavsöar troligen är förvildade tamkatter stammande från neolitikum.

## Levnadssätt
Den europeiska vildkatten är mycket skygg. Som hos de flesta kattdjur lever individerna ensamma och har ett utpräglat revir. Katten smyger sig fram till byten och startar sedan ett överraskningsangrepp med ett hopp. Bara i undantagsfall jagar den i öppen terräng.
Revirets storlek är beroende på tillgång till föda och skiljer sig mellan de olika utbredningsområdena. Vid särskilt goda förhållanden är reviret två till tre kvadratkilometer stort och under sämre villkor nio eller fler kvadratkilometer. Hannar har vanligtvis större revir än honor.
Parningstiden ligger för den europeiska vildkatten mellan januari och mars. Efter dräktigheten som varar i cirka nio veckor (63 till 69 dagar) föder honan två till fyra (sällan sex) ungar i ett säkert gömställe. De flesta ungdjur föds i april. Efter sex till åtta månader blir ungarna självständiga och letar efter egna revir. Under optimala förutsättningar blir dessa djur i naturen 7 till 10 år gamla men många katter avlider under de första levnadsåren. Vildkatter i fångenskap har blivit upp till 15 år gamla.
Bortsprungna tamkatter stannar i närheten av människans boplatser men vildkatter undviker dessa områden. I trakter med jordbruk är det möjligt att revir från tamkatter och vildkatter överlappar varandra. Tamkatter och vildkatter kan para sig och det uppstår fertila ungar. 

## Föda
Undersökningar av vildkatternas maginnehåll har visat att de huvudsakligen till ca 80 % äter små däggdjur (möss, råttor och sorkar). Ibland jagar de även andra djur som fåglar, harar, kaniner, groddjur, ödlor och insekter. As och växtdelar äter de bara vid brist på annan föda.

## Bilder

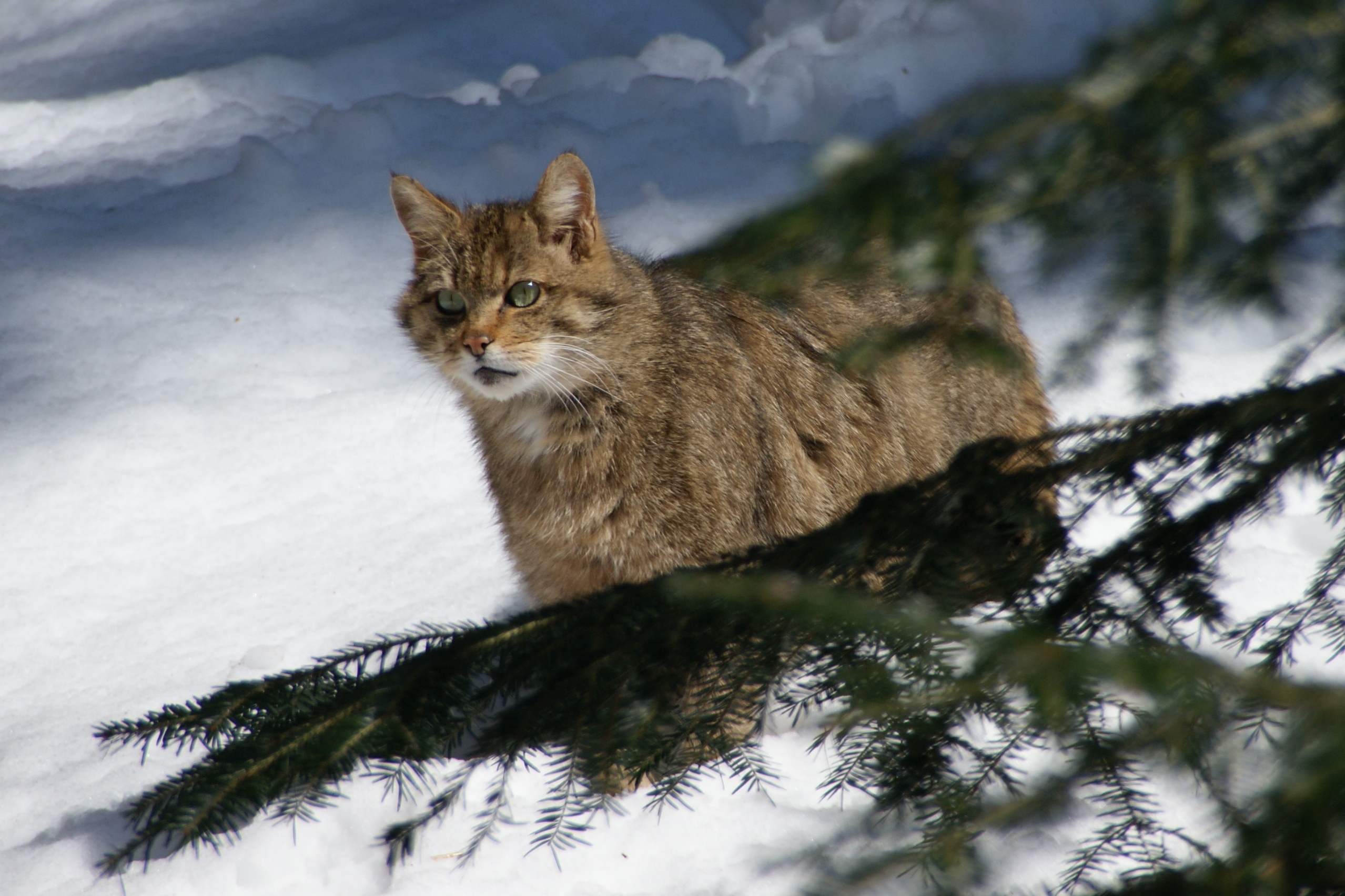
Europeisk vildkatt i Nationalpark Bayerischer Wald.
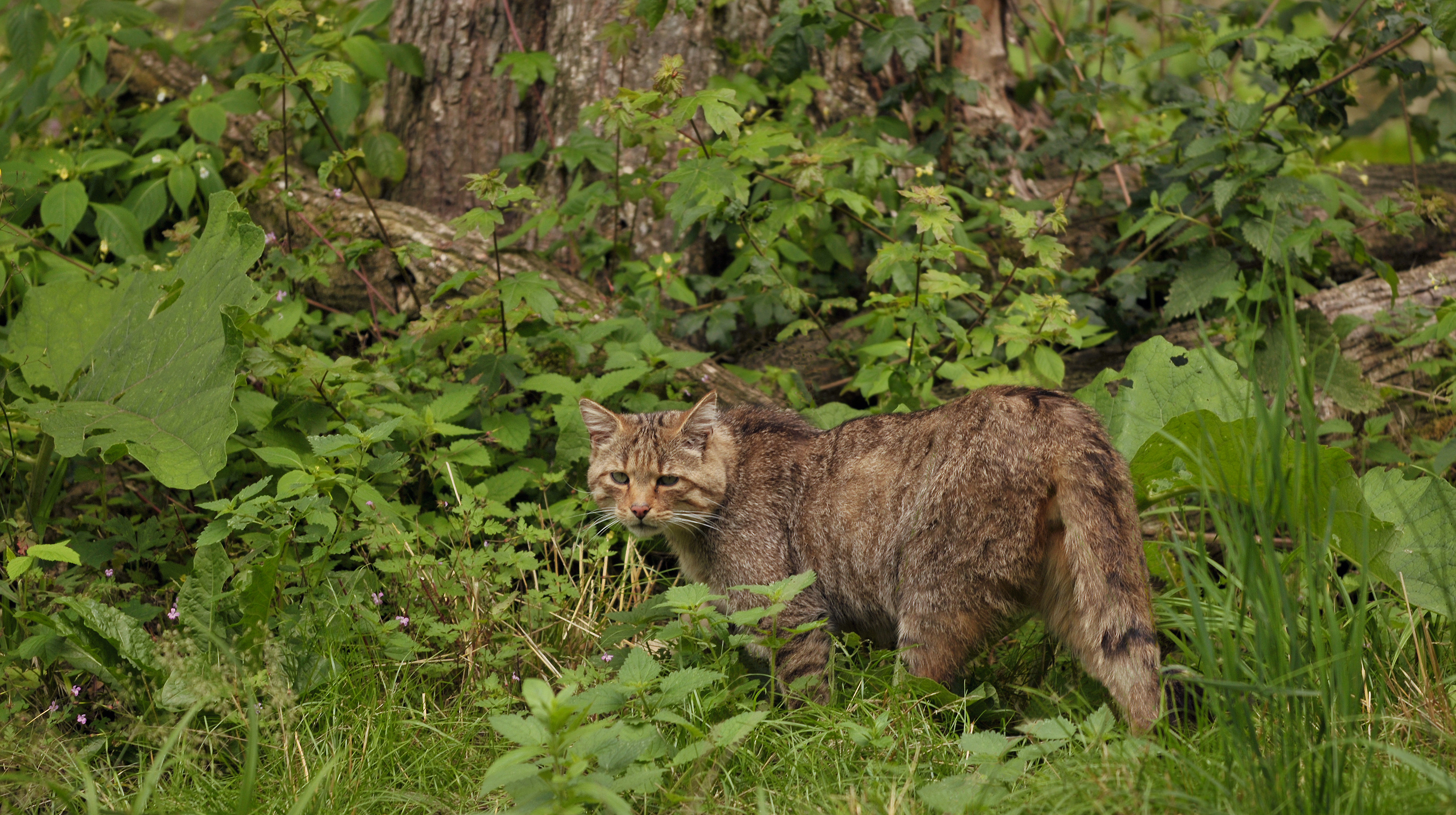
Europeisk vildkatt i staden Springe, Region Hannover, Tyskland.